# W.G. Brown Building/Astro Hill Complex
W.G. Brown Building/Astro Hill Complex er et stort bygningskompleks i Iqaluit, Nunavut. Det er den største og med et etage antal på otte, er det blandt de højeste bygninger i hovedstaden. Bygningen huser både kommercielle, offentlige og private elementer. De kommercielle elementer omfatter 12.000 kvadratmeter butiksareal. Notable lejere er blandt andet CBC North, Frobisher Inn og Astro Theater.
Bygningen huser desuden flere offentlige servicefunktioner i Nunavut. Boligdelen af kendt som Creekside Village og indeholder 296 enheder. Nanurjuk Tower har seks etager, mens Tukturjuk Tower har otte etager. Bygningen er opført i 1976 og ejet af Nunastar.